# Bembidion ulkei
Bembidion ulkei är en skalbaggsart som beskrevs av Carl Hildebrand Lindroth. Bembidion ulkei ingår i släktet Bembidion och familjen jordlöpare. Inga underarter finns listade i Catalogue of Life.